# 耶利瓦勒市镇
耶利瓦勒市镇（瑞典語：Gällivare kommun）是瑞典北部北博滕省的一个市镇。其治所位于耶利瓦勒。
该市镇是瑞典的第三大市镇，但它从未与其他实体合并过。
是享誉百年的矿山之城，其铁矿以品质优、储量大著称。所产铁矿石通过大西洋沿岸的挪威那尔维克港口输向世界。该地不仅采矿设备先进，还聚集了矿产运输、设备维护、技术支持等众多专业化协作公司，堪称现代矿山城市的典范。目前铁矿石开采已经由露天转为地下开采。